# Casper Höweler
Casper Höweler (Amsterdam, 15 mai 1897 – Blaricum, 19 avril 1969) est un musicologue néerlandais.

## Carrière
Casper Höweler est surtout connu comme l'auteur du livre Sommets de la Musique (XYZ der Muziek) paru en 1936 et qui a connu 34 éditions entre 1936 et 1997 et a été entièrement revu régulièrement après la mort de l'auteur en 1969. Comme le testament de l'auteur avait déterminé que son texte ne devrait pas être changé, l'éditeur néerlandais d'origine, Van Holkema & Warendorf, a décidé d'éditer les mises à jour avec un changement subtil dans le titre : XYZ de la musique classique, par Katja Reichenfeld. En 1956, il a remporté le prix D. A. Thieme.

## Ouvrages
- Inleiding in de muziekgeschiedenis (1927)[1],[2]
- Muziekgeschiedenis in beeld (1931)
- XYZ der Muziek (1936), plus de 250.000 exemplaire vendus
  - Sommets de la Musique [« X-Y-Z der muziek »]  (trad. de l'allemand par Renée Harteel), Paris/Gand, Flammarion/Éditions Daphné, 1958 (réimpr. 1951, 1953, 1954, 1956), 6e éd. (1re éd. 1947), 470 p. (OCLC 460637886, BNF 33043678)
- Tijd en Muziek (1946)
- Verlucht relaas van 30 eeuwen muziek (1955, 1956)
- Rhythme in vers en muziek
- Negro spirituals en hun beeldspraak
- Bachs Matthäuspassion : als belijdend geestelijk drama' (1958)
- Humor in de muziek (1969)